# موهوك (قصة شعر)

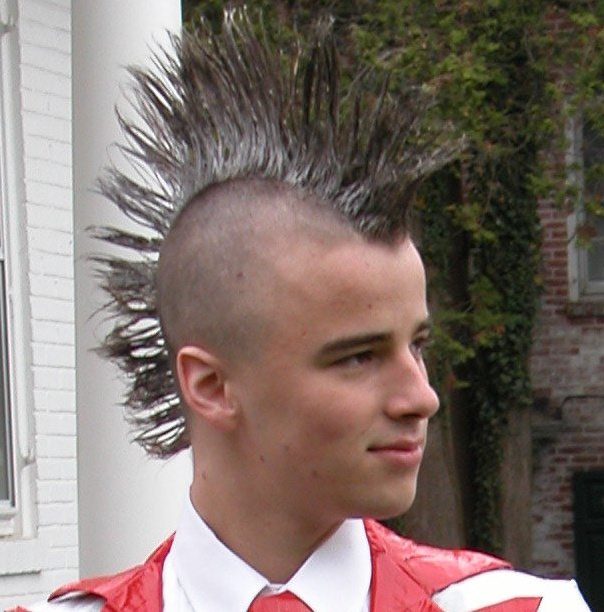
قصة الموهوك.

موهوك (قصة الشعر). يكون فيها جانبي الرأس محلوق وشعر طويل منتصب للأعلى في المنتصف. بدأت هذه التسريحة في الثمانينات. كانت مشهورة في العالم الغربي.

## معرض صور

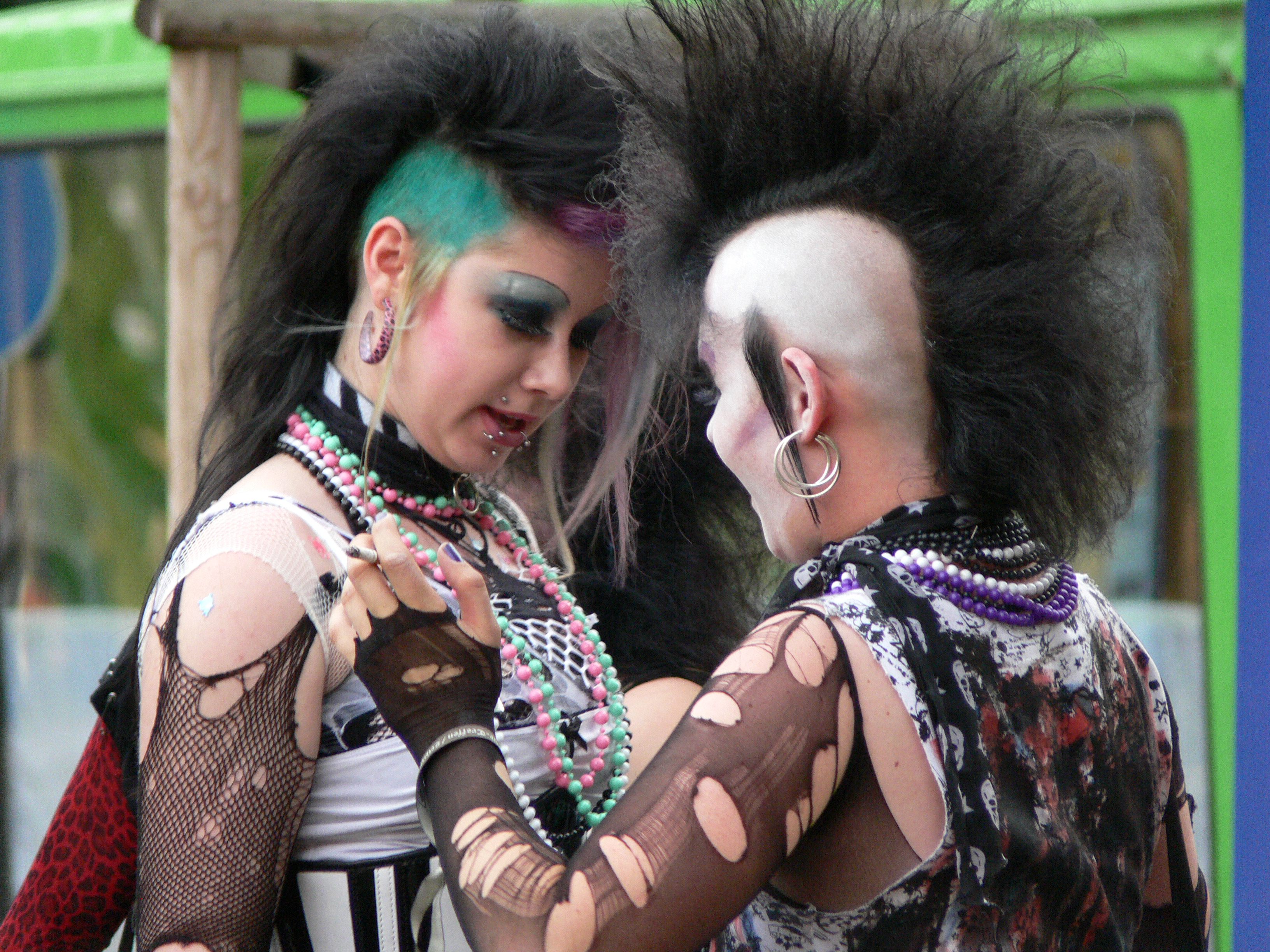
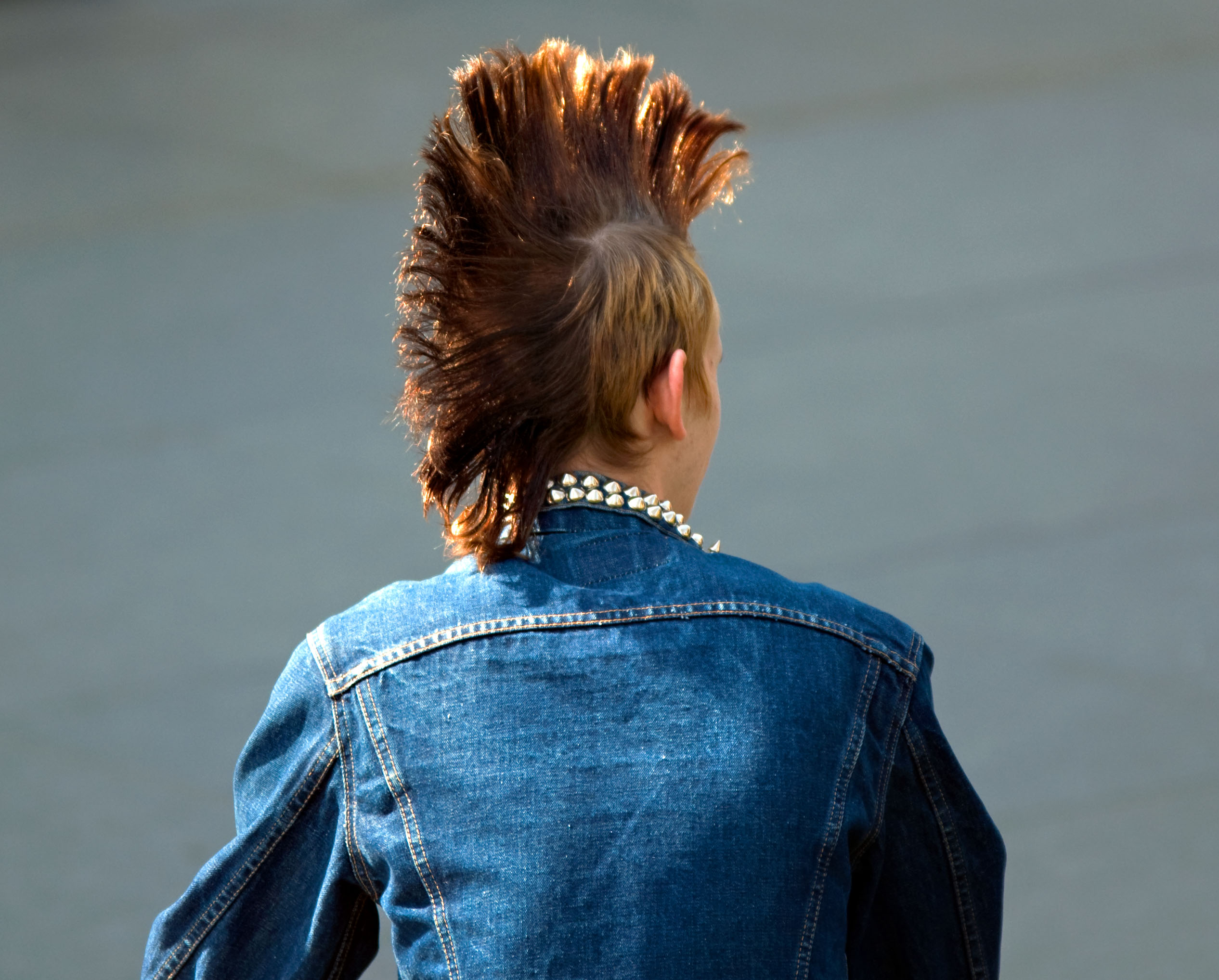
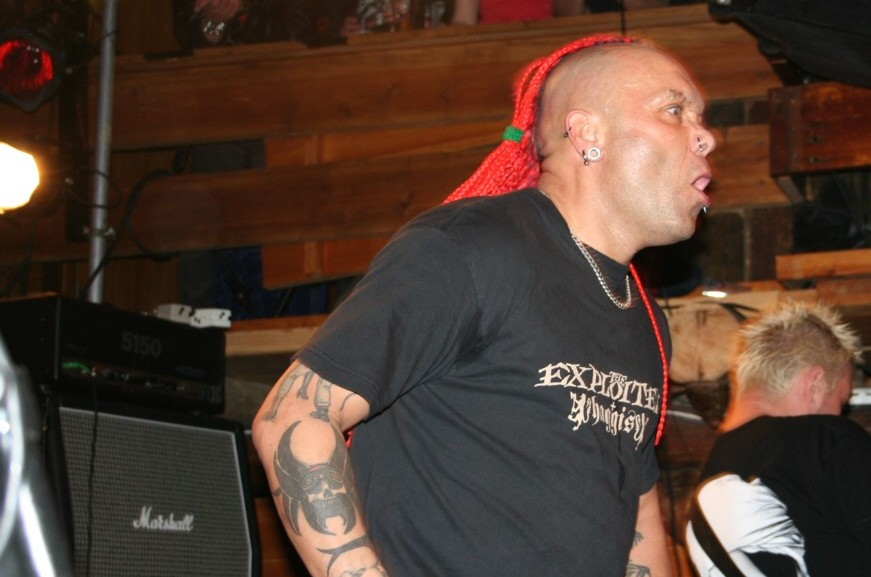